# Joseph Stephan

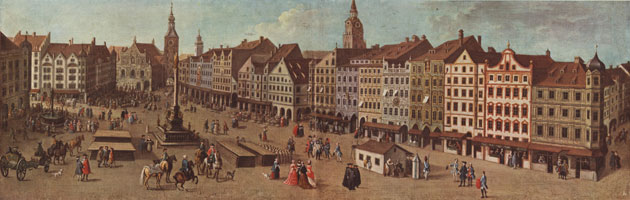
Gesamtansicht des belebten Marienplatzes in München. Gemälde von Joseph Stephan, 1760

Joseph Stephan (* um 1709 in München; † 17. September 1786) war ein deutscher Maler.

## Leben
Der Rokokomaler Stephan arbeitete zunächst in Frankfurt am Main und gilt mit seiner Landschafts- und Tiermalerei als Schüler von Heinrich van Waterschoot (*?; † 1748), der sich um 1744 in München aufhielt, wohin auch Stephan  1745 zog. 

## Werke
Seine Werke befinden sich in der Gemäldegalerie Burghausen, im Bayerischen Nationalmuseum München, im Schloss Nymphenburg, im Münchner Residenzmuseum und im Münchner Stadtmuseum.
Auswahl
- Die Wälle vor dem Karlstor, um 1750
- Sendlinger Tor Platz mit Leichenzug, Ölbild um 1760
- Der Rote Turm an der Isarbrücke in München, Öl auf Leinwand um 1765[2]
- Die Münchner Flößerwirtschaft "Zum Grünen Baum", Öl auf Leinwand um 1767[3]
- Die kurkölnische Ziegelei an der Rosenheimer Straße in München, um 1770
- Schaubude auf dem Münchner Anger, Ölgemälde um 1770
- Ballfest. Maskerade im Saal des alten Turnierhauses, Öl auf Leinwand,

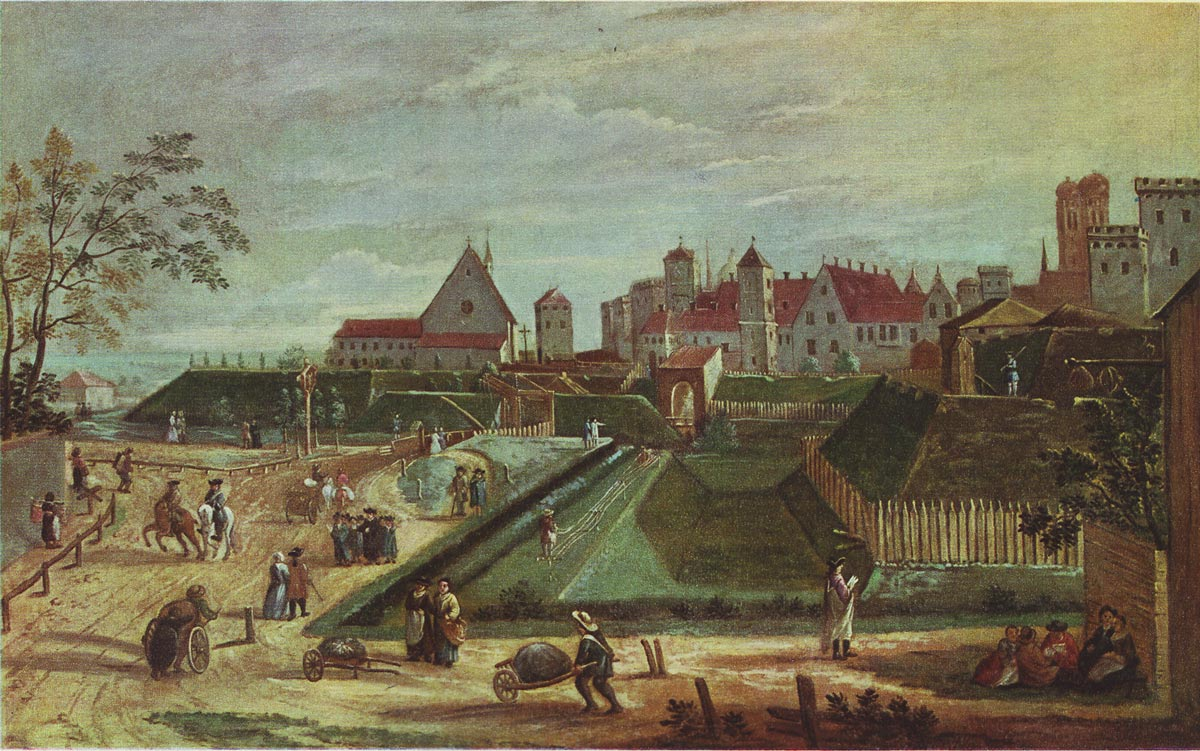
Wälle vor dem Karlstor
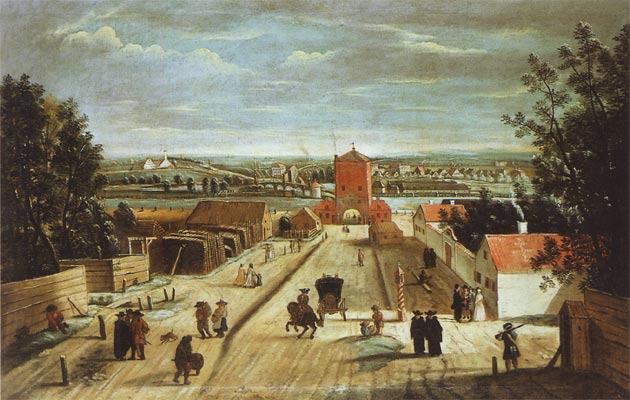
Roter Turm an der Isarbrücke
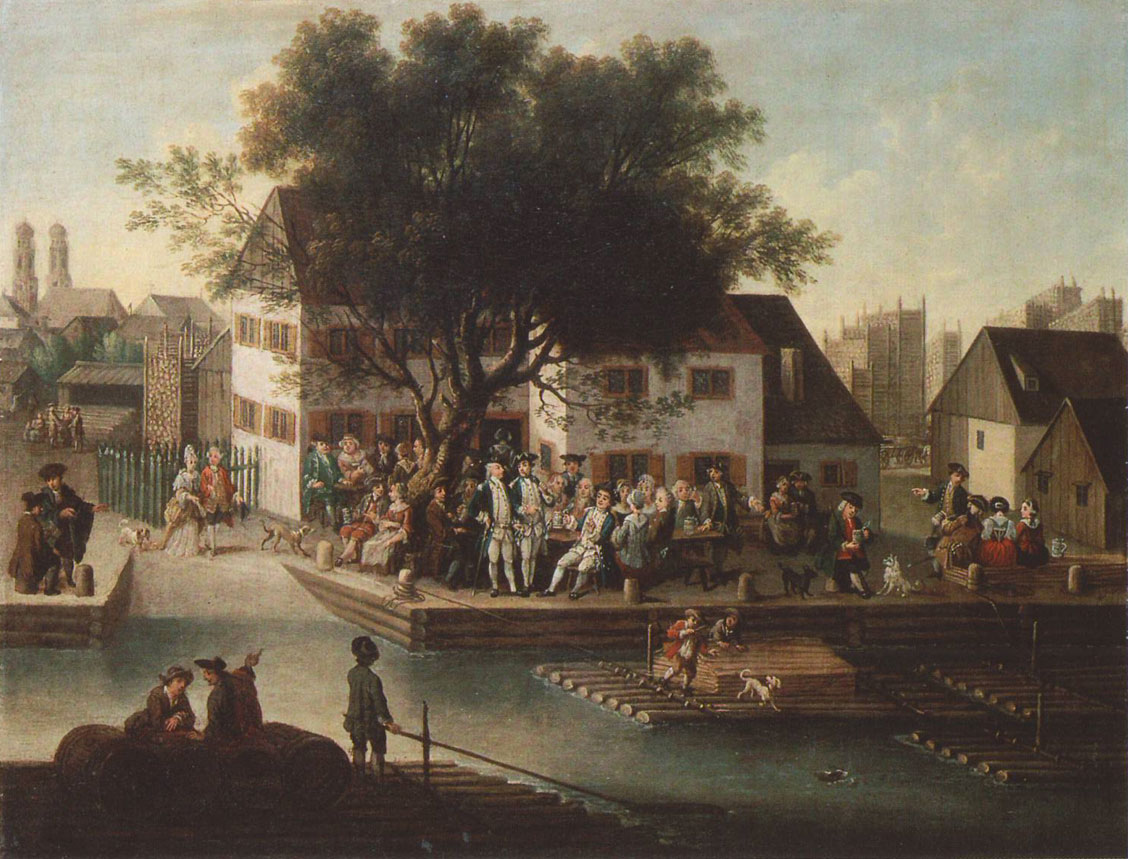
Flößerwirtschaft Zum Grünen Baum
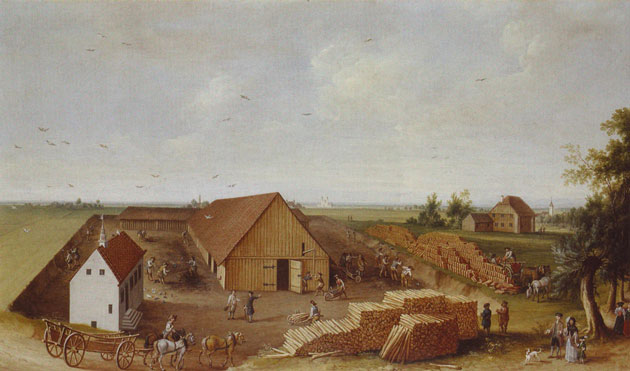
Ziegelei an der Rosenheimer Straße